# Sterk Lokaal Drenthe
Sterk Lokaal Drenthe is een samenwerkingsverband tussen een aantal lokale politieke partijen in Drenthe. In 2014 werd het als Sterk Lokaal opgericht door de lokale partijen Belangen Buitengebied Coevorden, Gemeentebelangen Borger-Odoorn, Gemeentebelangen De Wolden, Gemeentebelangen Hoogeveen e.o., Gemeentebelangen Noordenveld, (Stadspartij) PLOP in Assen en Wakker Emmen. Het doel was om ook in Provinciale Staten een vertegenwoordiging te krijgen. De deelnemende partijen zijn geen lid van Sterk Lokaal; alleen personen boven de 18 jaar kunnen lid worden.
Sterk Lokaal deed in 2015 voor het eerst mee aan de verkiezingen voor de Provinciale Staten in Drenthe en met Aimée van der Ham haalde de partij toen één zetel. Deze bleef behouden bij de Statenverkiezingen van 2019. Na de verkiezingen besloten de fracties van Sterk Lokaal en 50PLUS te fuseren tot Sterk Lokaal Drenthe, waarmee de partij op twee zetels uit zou komen, maar de fractievoorzitter van 50PLUS besloot alsnog zelfstandig verder te gaan met een nieuwe partij OpDrenthe. Sterk Lokaal wijzigde wel zijn naam in Sterk Lokaal Drenthe. De fusieplannen leiden tot enige onrust binnen de partij: de Assense wethouder Janna Booij besloot haar lidmaatschap van Sterk Lokaal op te zeggen, en de fractievoorzitter van Sterk Lokaal vertrok uit de Provinciale Staten.
Bij de Statenverkiezingen van 2023 bleef de zetel behouden.
Sterk Lokaal Drenthe steunt de Onafhankelijke SenaatsFractie (OSF) in de Eerste Kamer.

## Programma
Sterk Lokaal Drenthe wil:
- minder regels voor het midden- en kleinbedrijf
- minder bemoeienis van de provincie met de gemeenten
- betere bereikbaarheid door verbetering van de N34, de N48 en de spoorlijn Zwolle-Emmen
- glasvezelaansluitingen in de hele provincie
- minder inzetten op windmolens en meer op andere duurzame vormen van energie

## Verkiezingen
De partij heeft bij verschillende Provinciale Statenverkiezingen de volgende resultaten behaald:
| Jaar | Stemmen | %     | Zetels |
| ---- | ------- | ----- | ------ |
| 2015 | 7.057   | 3,64% | 1 / 41 |
| 2019 | 9.344   | 4,09% | 1 / 41 |
| 2023 | 7.485   | 2,84% | 1 / 43 |